# Plage du Lérez
La plage du Lérez est une plage galicienne située  dans la commune de Pontevedra dans la province de Pontevedra, en Espagne. C'est une plage fluviale semi-urbaine qui a une longueur de 100 mètres.  

## Situation et accès
La plage est située sur la rive gauche du Lérez à environ 3 kilomètres de son embouchure dans la ria de Pontevedra, à 2 kilomètres du centre-ville et à moins d'un kilomètre du quartier de Monte Porreiro. Elle se trouve en face du parc de l'île des Sculptures et est très proche de l'ancien pont de chemin de fer. C'est dans ce lieu que se déroulent traditionnellement les repas champêtres de la romería de Saint-Benoît de Lérez, où il est typique de manger des moules.
Elle est facilement accessible à pied depuis le centre-ville, le long des rives du Lérez et depuis le quartier Monte Porreiro. On peut également y accéder en voiture. Le sentier de randonnée du Lérez part d'ici et s'étend sur plusieurs kilomètres jusqu'à Ponte Bora.

## Description
C'est une plage de forme rectiligne, située dans un environnement semi-urbain. Il s'agit d'une plage fluviale dont le sable est blanc. Autour de la plage il y a 5000 mètres carrés d'espaces gazonnés et une aire de pique-nique avec des tables et des bancs en pierre. Il y a aussi un petit quai avec des marches en pierre sur la rivière et une petite aire de jeux. Le tout occupe une superficie totale de 3 hectares. 
C'est un espace d'eaux calmes qui profite d'un petit bras mort du Lérez. La mer est tout près, c'est pourquoi elle est soumise à la montée et à la descente des marées de la ria de Pontevedra. C'est le Service du littoral qui a autorisé son ouverture. La plage dispose de toilettes, de douches, d'un service de sauvetage, d'un poste de premiers secours, d'un accès pour les handicapés, d'un petit parking, de poubelles et d'un kiosque. Elle a été ouverte à la baignade le 11 juin 2009.

## Galerie de photos

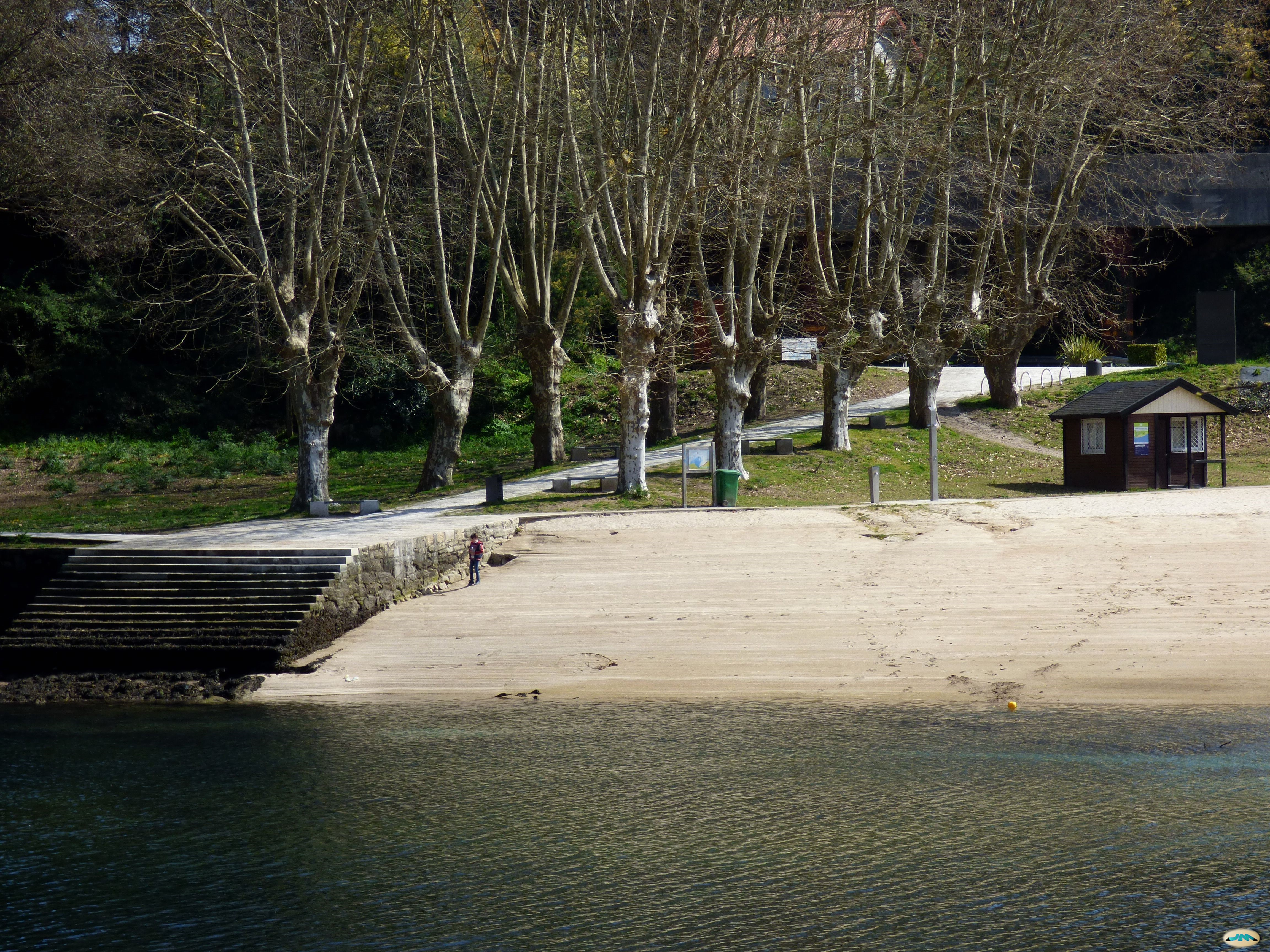
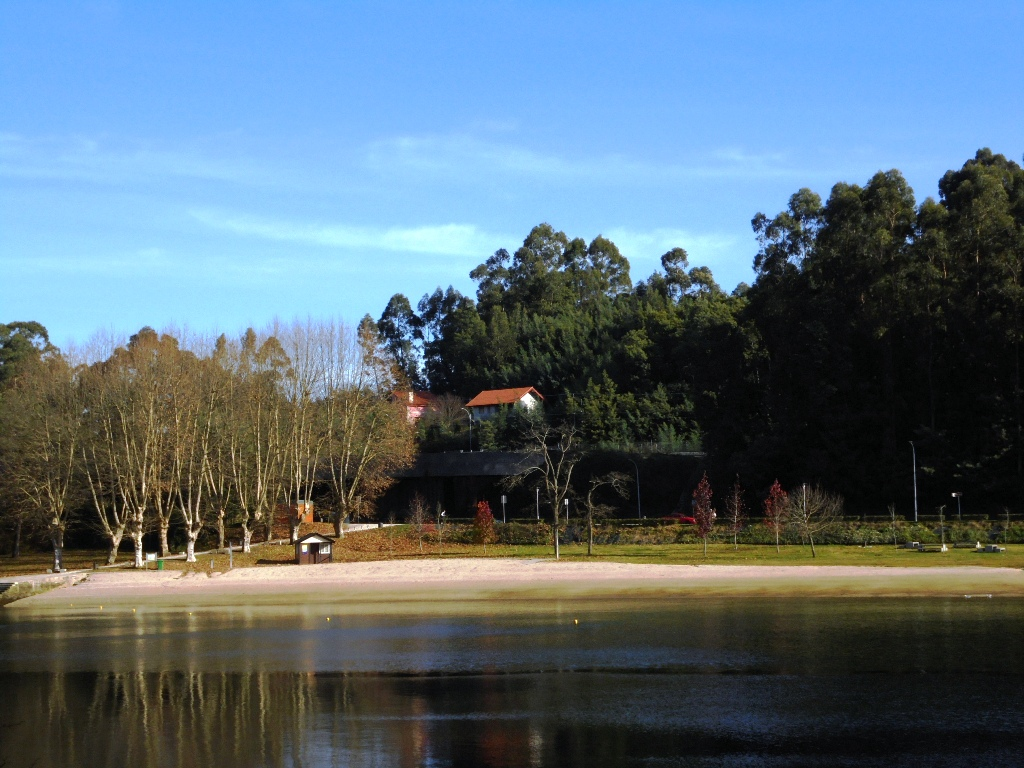
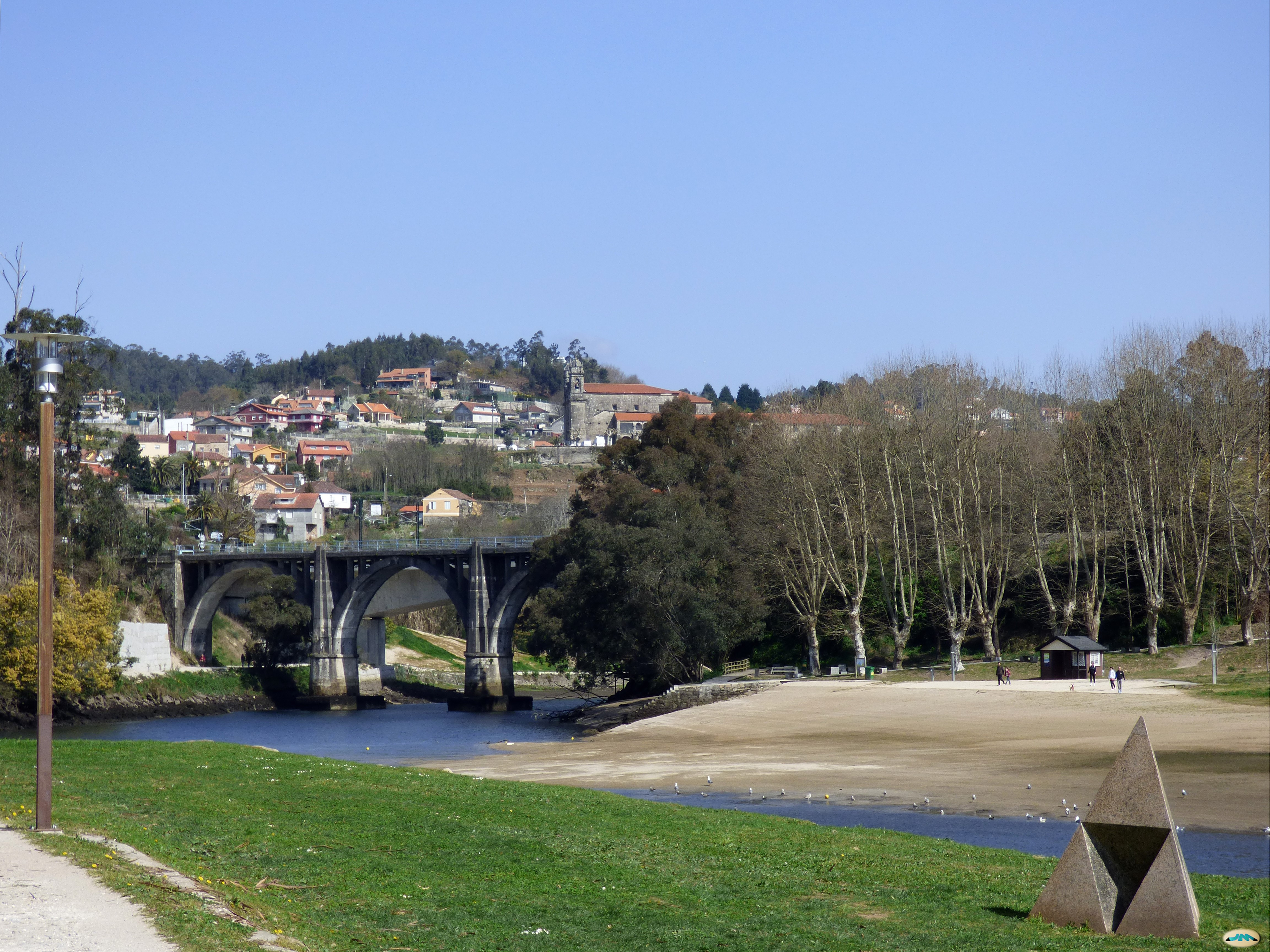
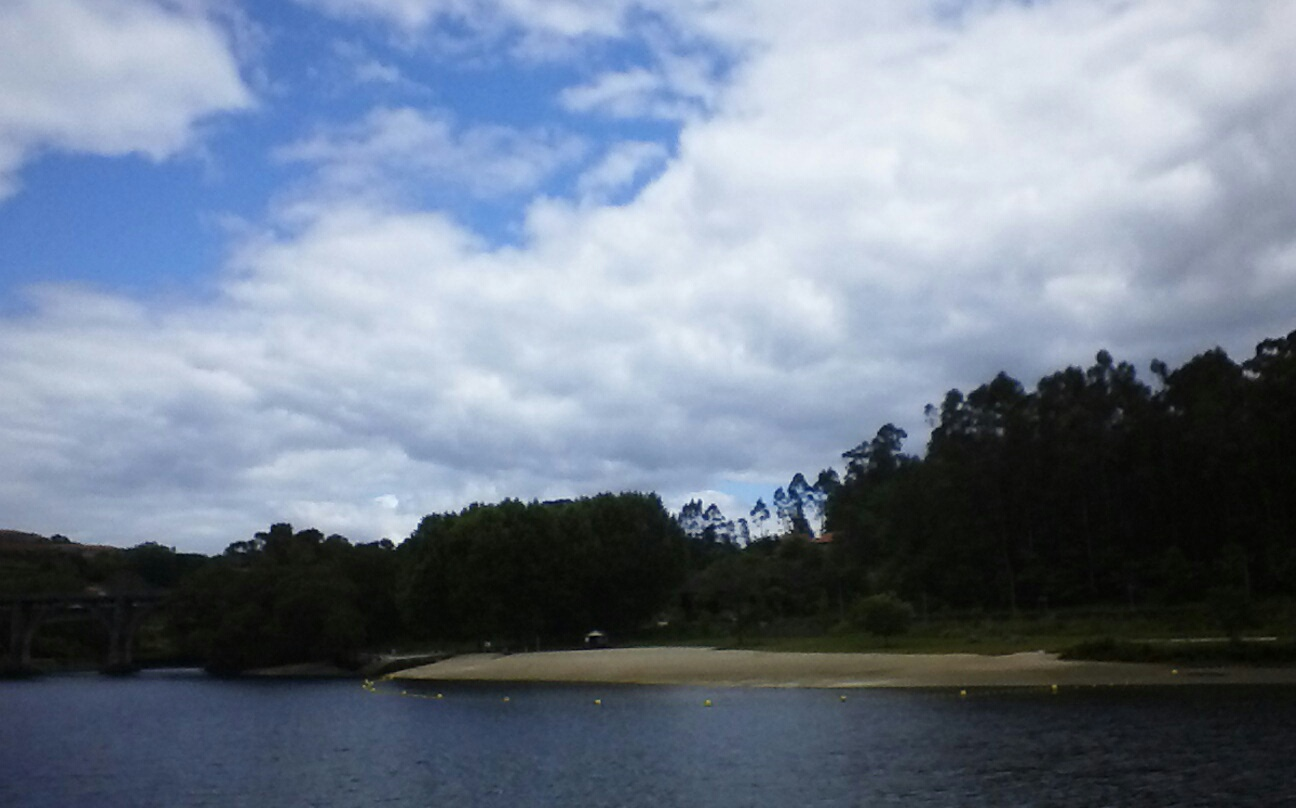
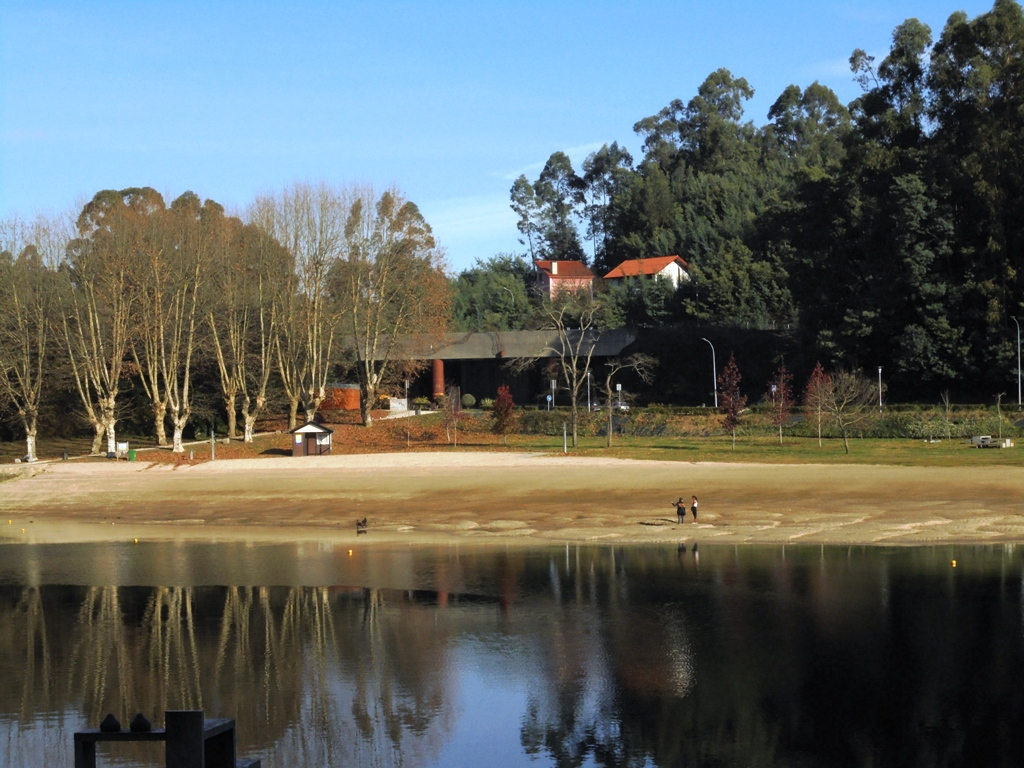
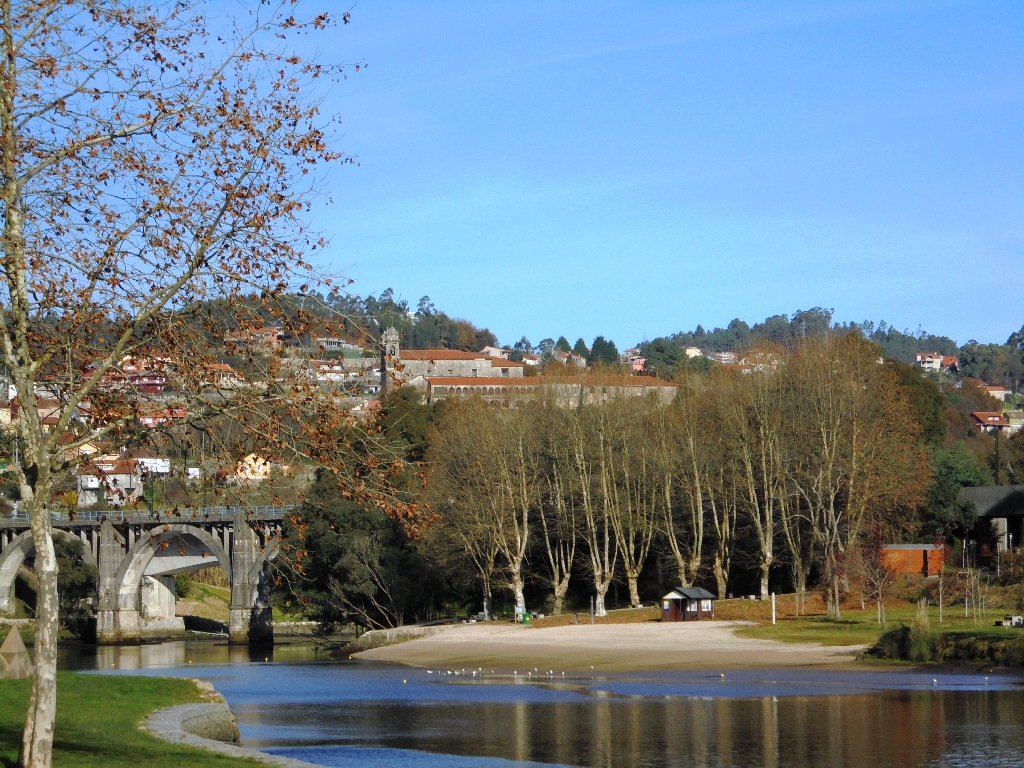

### Autres articles
- Ria de Pontevedra
- Rias Baixas